# Encino, Los Angeles
Encino är en nordlig förstad till Los Angeles, Kalifornien, USA och ett distrikt i staden Los Angeles. Encino räknas till San Fernando Valley, i folkmun ofta bara kallat The Valley och ligger längs bergskedjan Santa Monica Mountains nordsluttningar ner mot denna vidsträckta dal.
Encino omges av Sherman Oaks i öster, Bel Air och Topanga i söder, Tarzana i väster och Van Nuys i norr.
Vid sjön Encino Reservoir hittar man ett park- och rekreationsområde.
Encino är ett av Los Angeles Countys mest välbärgade områden, snäppet under till exempel Bel Air och Beverly Hills när det gäller hus- och markpriser och status. Flera hollywoodstjärnor bor, eller har bott, i Encino.

## Kända personer
- Clark Gable - "The King of Hollywood"[2]
- Phil Hartman - skådespelare
- David Hasselhoff - skådespelare, Baywatch, Knight Rider[3]
- Chick Hearn - sportscaster[4]
- Jackson family - världskänd musikfamilj
- George Harrison, The Beatles.
- Michael Milken - finansman och filantrop[5]
- Gregg Palmer - skådespelare, Gunsmoke[6]
- Tom Petty - sångare Tom Petty and the Heartbreakers[7]
- Ashlee Simpson - sångare, skådespelare[8]
- Britney Spears - sångare[9]
- John Wayne - skådespelare och regissör[10]
- John Wooden - basketcoach[11]